# Der Wolf und der Fuchs

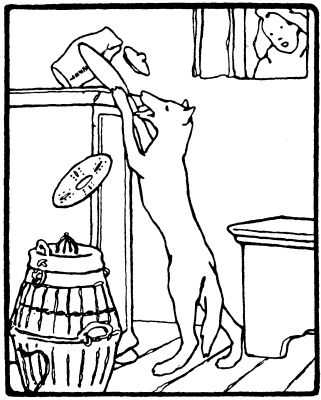
Illustration von Otto Ubbelohde, 1909

Der Wolf und der Fuchs ist ein Tiermärchen (ATU 41, 122). Es steht in den Kinder- und Hausmärchen der Brüder Grimm ab der 2. Auflage von 1819 an Stelle 73 (KHM 73).

## Inhalt

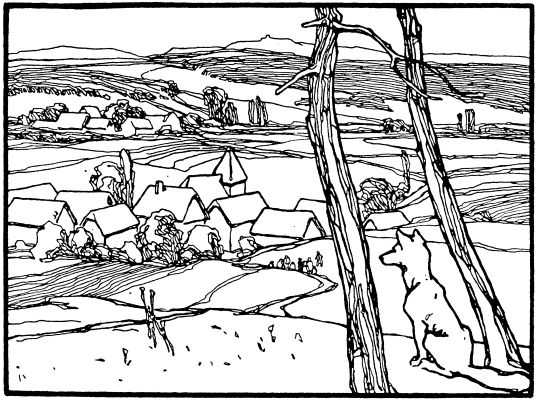
Illustration von Otto Ubbelohde, 1909

Der Wolf ist der Stärkere von beiden und dominiert den Fuchs. Der Fuchs wäre ihn gerne los. Der Wolf zwingt den Fuchs, ihm Futter zu besorgen. Der holt ihm ein Lamm und geht. Der Wolf hat aber noch mehr Hunger und versucht sich selbst ein Lamm zu holen. Doch er stellt sich so ungeschickt an, dass die Bauern es bemerken und ihn schlagen. Der Wolf sagt zum Fuchs, dass er ihn reingelegt habe. Der Fuchs antwortete: „‚Warum bist du so ein Nimmersatt!‘“ Am nächsten Tag muss der Fuchs dem Wolf Pfannkuchen besorgen. Sie gehen gemeinsam zu dem Haus und der Fuchs schleicht ums Haus, um vorsichtig sechs Pfannkuchen vom Teller zu holen. Der Wolf hat wieder nicht genug und möchte sich mehr holen. Doch er schafft es wiederum nicht und die Bäuerin schlägt ihn wieder. Am darauffolgenden Tag gehen die beiden zum Metzger. Sie springen durch eine Fensterluke in den Keller. Der Wolf frisst sehr viel. Der Fuchs hingegen frisst wenig und schaut immer wieder, ob er noch durch die Fensterluke passt. Plötzlich kommt der Metzger, der Rotfuchs springt schnell hinaus, nur der Wolf bleibt stecken und wird vom Metzger totgeschlagen.

## Sprache
Das Märchen zeigt eine typische Gliederung in drei sich steigernde Episoden. Der Wolf sagt jedes Mal: „‚Rotfuchs, schaff mir was zu fressen, oder ich fresse dich selber auf‘“. Wenn er sich dann beklagt, antwortet der Fuchs: „‚Warum bist du so ein Nimmersatt.‘“ Zum Schluss ist er „froh, daß er den alten Nimmersatt los war.“ Die Pfannkuchen schmecken dem Wolf „nach mehr“ (vgl. KHM 47), ihm wird „die Haut gegerbt“ (vgl. später KHM 36, 54, 164).

## Herkunft
Grimms Anmerkung notiert „Aus Hessen“. Eine Erzählung aus Schweich und eine aus Bayern (von Ludwig Aurbacher; in Grimms Nachlass erhalten) enthielten nur den Schluss, wie der voll Milch gefressene Wolf nicht durchs Loch passt und totgeschlagen bzw. geschlagen und vom Fuchs ausgelacht wird. In einer „aus dem Paderbörnischen“ (von Familie von Haxthausen) schüttelt der Fuchs dem Wolf Birnen, was die Leute hören und den Wolf schlagen, lässt ihm beim Fischfang den Schwanz festfrieren und mit der Aussicht auf Pfannkuchen von einem Berg in einen Teich rollen. Grimms heben eine Erzählung der siebenbürgischen Sachsen bei Haltrich Nr. 3 hervor. Schon Horaz „(ep.1)“ spiele auf die Fabel an.
Jacob Grimm behandelt den Stoff 1834 in seiner Ausgabe des Reinhart Fuchs. Laut Hans-Jörg Uther suchen in mittelalterlichen Geschichten oft Fuchs und Wolf gemeinsam Beute (bei Äsop: Wiesel und Fuchs). Statt Moral erscheint bei Grimm Sympathie für den Sieg des Betrügers über den tumben Fresser (vgl. KHM 72, 74 bzw. 5, 26). Grimms Märchen enthalten einige kurze fabel- oder schwankartige Texte, die einzelne Märchenwesen charakterisieren: Der Hund und der Sperling, Die drei Glückskinder, Der Fuchs und die Katze, Der Fuchs und die Gänse, Märchen von der Unke, Der Fuchs und das Pferd, Die Eule, Der Mond.
Eine entsprechende Version wurde auch in Lettland im Kreis Madona aufgezeichnet. Diese bekam im Deutschen den Titel Die Füchsin als Dienstmagd des Wolfes. In dem Werk Lettische Märchen und Sagen, Nach Ansis Lerhis-Puškaitis und anderen Quellen zusammengestellt und redigiert von Prof. P. Šmits (Riga 1925–1937, 15 Bände) sind zwei Varianten angegeben, Alma Mednes Lettische Tiermärchen (Riga 1940) verzeichnet derer sogar 23.

## Interpretation
Der Fuchs steht in völliger Abhängigkeit von dem Wolf: „Was der Wolf wollte, daß mußte der Fuchs tun, weil er der schwächste war“. Eugen Drewermann sieht hierbei den Fuchs als das schwache Ich im Gegensatz zum starken Es. Dessen Sucht nach Essen ist alles andere unterzuordnen. Es stellt somit eine Triebfixierung dar. Nach Drewermann passt hier Leopold Szondis Theorie von Vorder- und Hintergänger, da der Fuchs den Wolf „hintergeht“. Drewermann zeigt auf, dass es sich um die Entstehung von Sucht bzw. auch um Magersucht handelt. Der Wolf hat psychologisch gesehen keine Liebe von der Mutter erfahren, sondern befriedigt seinen Trieb mit dem unstillbaren Bedürfnis nach Nahrung, ohne jemals gesättigt zu werden. So entsteht eine Sucht.

## Zeichentrickserie
- Gurimu Meisaku Gekijō, japanische Zeichentrickserie 1987, Folge 32: Der Wolf und die Füchsin.